# Нарасино
Нараси́но (яп. 習志野市 Нарасино-си) — город в Японии, находящийся в префектуре Тиба. Площадь города составляет 20,99 км², население — 167 677 человек (1 августа 2014), плотность населения — 7988,42 чел./км².

## Географическое положение
Город расположен на острове Хонсю в префектуре Тиба региона Канто. С ним граничат города Тиба, Фунабаси, Ятиё.

## Население
Население города составляет 167 677 человек (1 августа 2014), а плотность — 7988,42 чел./км². Изменение численности населения с 1980 по 2005 годы:
| 1980 | 125 155 чел. |  |
| 1985 | 136 365 чел. |  |
| 1990 | 151 471 чел. |  |
| 1995 | 152 887 чел. |  |
| 2000 | 154 036 чел. |  |
| 2005 | 158 785 чел. |  |

## Символика
Деревом города считается акация, цветком — гортензия.

## Города-побратимы
- Тускалуса, США (1986)